# Dao Cheng Yading Airport
Dao Cheng Yading Airport är en flygplats i Kina. Den ligger i provinsen Sichuan, i den sydvästra delen av landet, omkring 410 kilometer väster om provinshuvudstaden Chengdu.
Runt Dao Cheng Yading Airport är det mycket glesbefolkat, med 4 invånare per kvadratkilometer. Trakten runt Dao Cheng Yading Airport består i huvudsak av gräsmarker.
Genomsnittlig årsnederbörd är 808 millimeter. Den regnigaste månaden är augusti, med i genomsnitt 205 mm nederbörd, och den torraste är november, med 1 mm nederbörd.
Flygplatsen är världens högsta belägna flygplats med reguljära flygningar. Landningsbanan är ovanligt lång (4200 m) vilket kommer av att den höga höjden kräver högre hastigheter vid start och landning. Flygplatsen öppnades för trafik 2013.